# Marie-Agnes Reintgen

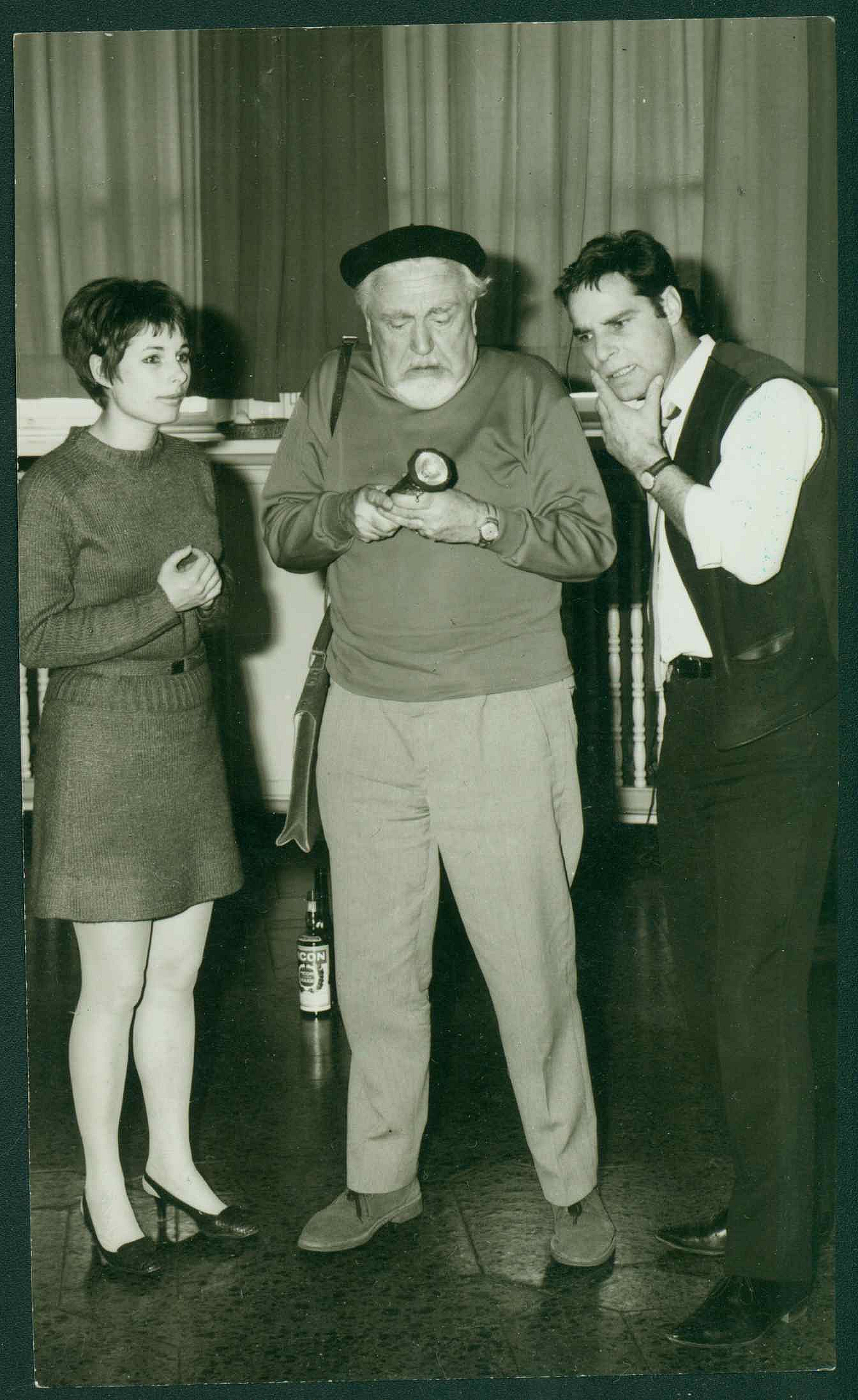
Marie-Agnes Reintgen mit Peter Settgast und Walter Guberth bei Proben am Badischen Staatstheater Karlsruhe (1968)

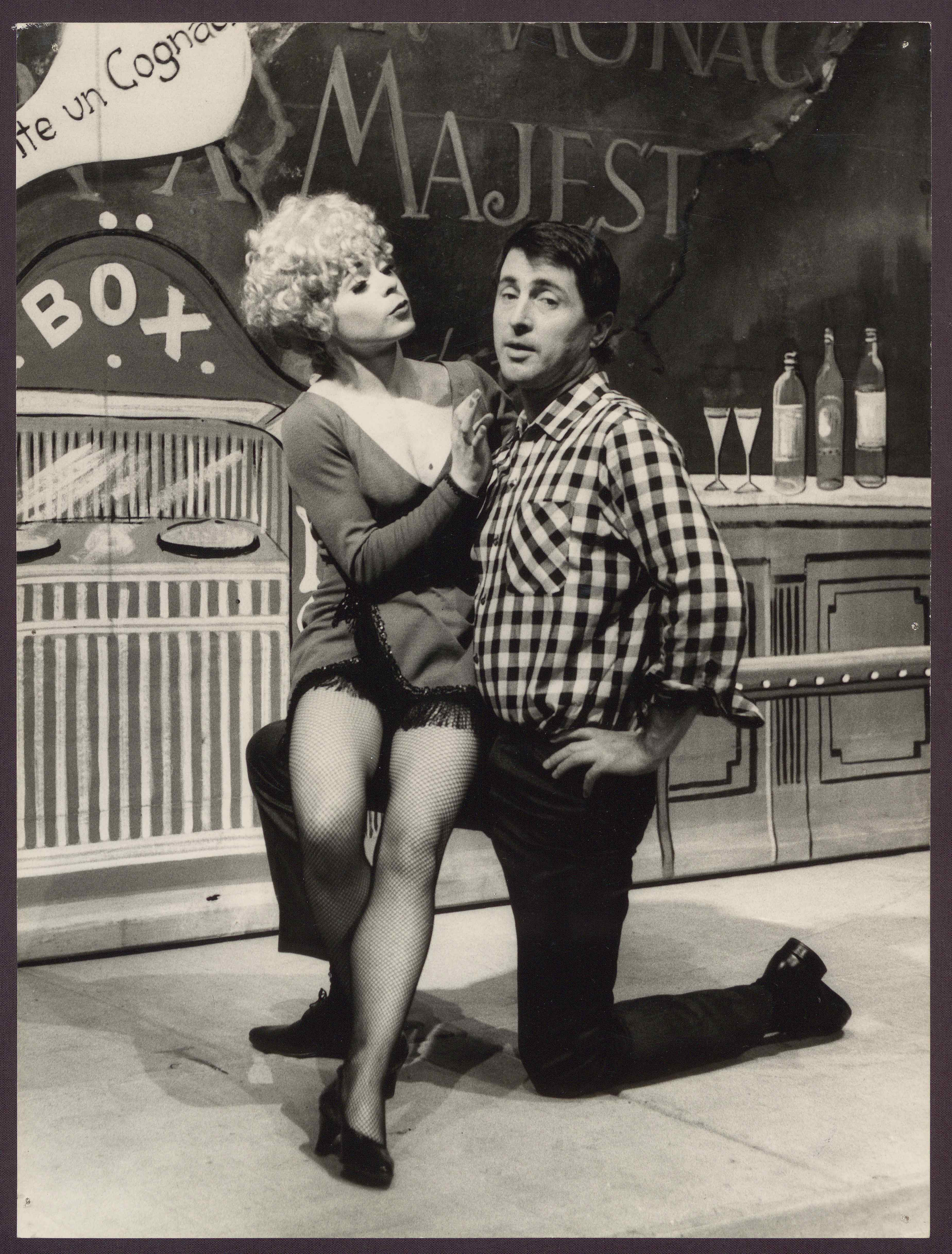
Reintgen in Irma la Douce mit Manfred Boehm (1968/1969)

Marie-Agnes Reintgen (* 20. September 1944 in Köln; † 29. April 2017) war eine deutsche Schauspielerin und Sprecherin.

## Leben
Reintgen debütierte 1964 an den Kammerspielen Düsseldorf und gehörte ab 1968 zum Ensemble des Badischen Staatstheaters Karlsruhe. Dort spielte sie unter anderem die Kattrin in Mutter Courage und ihre Kinder. Später hatte sie Engagements in Bremen, Darmstadt, Hamburg, Lübeck, Kiel und Heidelberg.
Bekannt wurde Reintgen durch ihre Fernsehrolle als resolute Elisabeth Küppers, in der sie in Die Anrheiner (1998–2011) als die Sekretärin, rechte Hand und gute Seele der Spedition Krings zu sehen war. Sie wirkte auch als Sprecherin an Hörspielen mit.
Reintgen starb 2017 im Alter von 72 Jahren und wurde auf dem Friedhof in Köln-Sürth beigesetzt.

## Filmografie (Auswahl)
- 1983: Milo Barus, der stärkste Mann der Welt
- 1997: Stadtklinik (Fernsehserie, vier Folgen)
- 1998–2011: Die Anrheiner (Fernsehserie, 611 Folgen)
- 2001: Tatort – Eine unscheinbare Frau (Fernsehreihe)
- 2002: Bloch – Ein begrabener Hund (Fernsehserie)
- 2005: Bloch – Der Freund meiner Tochter
- 2008: Lindenstraße (Fernsehserie, eine Folge)
- 2012: Ein Fall für die Anrheiner (Fernsehserie, eine Folge)